# Dominica i olympiska sommarspelen 1996
Dominica deltog i de olympiska sommarspelen 1996 med en trupp bestående av sex deltagare, men ingen av landets deltagare erövrade någon medalj.

## Friidrott
Herrarnas 800 meter
- Dawn Williams
- Cedric Harris

Herrarnas 1 500 meter
- Stephen Agar
- Cedric Harris

Herrarnas längdhopp
- Jérôme Romain

Herrarnas tresteg
- Jérôme Romain

Damernas 100 meter
- Hermin Joseph

Damernas 200 meter
- Hermin Joseph